# Nintendo DS
Nintendo DS je ručna konzola, japanske kompanije Nintendo. Prvi put je puštena u prodaju 21. novembra 2004, u SAD-u. Predstavila je veliku novost u svetu konzola, jer ima dva LCD ekrana, koji rade istovremeno, jedan osetljiv na dodir, a drugi običan. Takođe sadrži i ugrađen mikrofon i podršku za bežično povezivanje.